# Cascade du Pain de sucre de Poisieu
Pour les articles homonymes, voir Pain de sucre.
La cascade du Pain de sucre est une cascade située à Poisieu sur le territoire de Champagne-en-Valromey dans le département de l'Ain.

## Présentation
Le site est très apprécié pour les promenades. Alimentée par la Brize, la chute se situe au fond d'un cirque naturel en calcaire, elle se jette sur un tuf en forme de croissant pour terminer sa course dans une profonde marmite circulaire . 

## Toponymie
La cascade tire son nom de la concrétion calcaire de forme conique sur laquelle tombe l'eau de la cascade : le « Pain de sucre ».

## Culture
Une scène du film Fou d'amour (2015), de Philippe Ramos, y a été tournée.